# Війна і мир (телесеріал)
«Війна і мир» (англ. War and Peace) — британський драматичний телесеріал, прем'єра якого відбулась на каналі BBC One у січні 2016 року. Шестисерійна адаптація роману «Війна і мир» Льва Толстого була написана Ендрю Дейвісом.

## Сюжет
Армія Наполеона Бонапарта почала завойовницькі походи, в той час як багато хто в Москві про це навіть не чули. У Москві всі жили своїм звичайним життям. В будинку Ростових готувалися відзначати іменини двох Наташ — графині і її дочки. Маленька Наташа, спостерігаючи за таємной любов'ю її Брата Миколи і Соні, теж мріє про щасливе кохання. У зв'язку з хворобою батька з Парижа до Москви повертається П'єр. Крім П'єра на іменини приходить ще багато інших людей, в їх числі друг П'єра Князь Андрій Болконський з дружиною Лізою, князь Василь Курагін з дочкою — красунею Єлена і Марія Дмитрівна, яка бажає допомогти П'єру влаштувати своє життя. На цьому балі Наташа закохується в Андрія. Після зазначених подій Андрій іде на війну з Наполеоном. У союзі з австрійцями російські війська борються з французами в битві під Аустерліцом, і програють її. Андрій повертається до батька, у якого він залишив дружину. Ліза народивши, вмирає. Андрій з тієї пори думає, що життя скінчилося. Але побачивши Наташу, і потанцювавши з нею на балу, він закохується в неї. Після цього робить їй пропозицію. Вона погоджується. Але батько говорить, що він одружується на ній через рік. Коли майже рік проходить, син князя Курагіна Анатоль спокушає Наташу і хоче забрати її. Але йому заважає П'єр. Наташа розуміє, яке зло вона зробила Андрію, і просить П'єра сказати Андрію, щоб він простив її. Андрій не може пробачити і йде на війну. У битві при Бородіно його смертельно ранять. Ранять і Анатоля. Вони зустрічаються. Анатоль вмирає. І Андрій прощає Наташу, і любить її Божеською любов'ю. П'єр відвозить його до Наташі. Вони зустрічаються. Наташа просить Андрія про прощення, той у відповідь зізнається їй у коханні. Вона починає піклуватися про нього, але від ран він помирає. У війні перемагають росіяни. Брат Наташі Микола доходить до Парижа, і залишає службу. Він одружується на Марії Болконській. Соня виходить заміж за генерала Денисова. Наташа виходить заміж за П'єра.

## В ролях
- Лілі Джеймс — Наташа Ростова
- Джеймс Нортон — Андрій Болконський
- Пол Дано — П'єр Безухов
- Джим Бродбент — Микола Андрійович Болконський
- Браян Деніс Кокс — генерал Михайло Кутузов
- Ед Едмондсон — граф Ілля Ростов
- Джек Лоуден — Микола Ростов
- Джессі Баклі — княжна Мар'я Болконська
- Грета Скаккі — графиня Наталія Ростова
- Том Берк — Федір Долохов
- Стівен Рі — князь Василь Курагін
- Таппенс Мідлтон — Олена Курагіна
- Бен Ллойд-Г'юз — імператор Олександр I
- Ешлінг Лофтус — Соня Ростова
- Кейт Філліпс — княгиня Ліза Болконська
- Томас Арнольд — Василь Денисов
- Каллум Тернер — Анатоль Курагін
- Едріан Роулінз — Платон Каратаєв
- Олівія Росс — мадмуазель Амілія Бурьєн
- Матьє Кассовітц — імператор Наполеон Бонапарт
- Отто Фаррант — Петя Ростов

## Сюжетні невідповідності між романом Толстого і кінофільмом
- В цілому фільм, розділений на шість епізодів, і повністю повторює сюжет Л. М. Толстого, з невеликими доповненнями. Наприклад, показаний шлях П'єра і князя Василя з Петербурга в Москву на початку першої серії. У романі його опис відсутній.
- У серіалі показана відверта сцена надто близьких стосунків брата і сестри Курагіних, але про цей факт Лев Миколайович згадав і в романі: «Мне говорили, что ее брат Анатоль был влюблен в нее, и она влюблена в него, что была целая история, и что от этого услали Анатоля», — розмірковує П'єр. Також цей факт був описаний і в чернетках роману.
- У серіалі відсутні такі персонажі, як Марія Дмитрівна Ахросімова, старша дочка Ростових — Віра і старший син князя Василя Курагіна — Іполіт.
- На дуелі П'єра Безухова і Федора Долохова в оригіналі Льва Миколайовича Толстого секундантами виступали: Несвицький для П'єра і Микола Ростов для Долохова